# WOWOW
Pour l’article homonyme, voir !Wowow!.
WOWOW fut la première chaine de télévision satellite payante au Japon. Sa diffusion commence en 1991, le 1er avril, en analogique. La diffusion en numérique vint 9 ans plus tard, le 1er décembre 2000. Leur réseau débuta avec 207 753 utilisateurs représentant 31 500 000 000 de yens et atteignit les 2 667 414 utilisateurs 2 ans après pour 64 500 000 000 de yens.
WOWOW est connue pour ses retransmissions de films, mais aussi pour son choix de diffusion d'animations inédites. En effet, c'est la seule chaîne qui propose des animations venues des États-Unis comme South Park ou Les Simpson. WOWOW est également un grand pourvoyeur d'anime japonais.

## Détails
WOWOW INC.
1-5-8, Moto Akasaka, Minato-ku, Tōkyō 107-8080
- Direction  :

PDG : Shoji Sakuma

Président : Toshio Hirose
- Date de création :

Diffusion Analogique : 1er avril 1991

Diffusion Numérique : 1er décembre 2000
- Frais d'inscriptions

WOWOW BS-5ch

Frais d'inscription : 3150 yens

Frais décodeur : 8400 yens

Frais mensuels : 2100 yens
- Capital

5 milliards de yens

## Historique de la chaîne
- Décembre 1984 - Établissement de la première compagnie de chaine satellite payante, la Japan Satellite Broadcasting, Inc. (WOWOW Inc.)
- Novembre 1989 - Renommée WOWOW.
- Août 1990 - Lancement du satellite "BS-3a" depuis l'île Tanegashima.
- Août 1990 - Construction d'un point de secours à Shobumachi dans la préfecture de Saitama.
- Novembre 1990 - Ouverture du centre de service d'inscription à Chuo Ward dans la ville de Tōkyō.
- Novembre 1990 - Construction d'un centre de retransmission à Koto Ward dans la ville de Tōkyō.
- Novembre 1990 - Début des transmissions (gratuites), avec seulement 12 heures de retransmissions par jour.
- Février 1991 - Début de la distribution des décodeurs.
- Avril 1991 - Début de la diffusion payante avec 24 heures de diffusion continue par jour.
- Août 1991 - Lancement d'un autre satellite "BS-3b" depuis l'île Tanegashima.

## Quelquesanimecélèbres diffusés par WOWOW
＊ Qualité numérique, 16/9.

### En clair
2002
- Le secret du sable bleu
- Full Metal Panic!
- Onegai teacher

2003
- Onegai Twins
- Maburaho
- Scrapped princess

2004
- Grenadier＊

2005
- Girls Bravo
- Karin＊
- Full metal panic! The second raid＊
- SHUFFLE!＊
- Trinity Blood＊

2006
- Hanbun no tsuki ga noboru sora＊
- Shinigami no ballad＊
- The Third - aoi hitomi no shōjo＊
- Himesama Goyōjin (姫様ご用心) (Princess Beware)
- Innocent Venus

2007
- Devil May Cry＊

### Chiffré
2004
- Paranoia Agent

2006
- Ergo Proxy
- Tokkō